# 微軟方程式編輯器
微软方程式編輯器（Microsoft Equation Editor）是一套微软出版的公式编辑器。由Design Science开发，此程序可以让用户在一个所见即所得的环境里建造复杂的数理化公式。此软件捆绑于Microsoft Office（例如Word、Excel、PowerPoint）和其他微软出版的产品。
自Microsoft Office 2007開始，微軟方程式編輯器不再是預設的公式编辑器，僅為了與舊版Office的文件相容而保留。微軟將捆绑的公式編輯器重新设计，新的版本支持TeX类型的置标语言。新版也支持统一码的“Unicode Plain Text Encoding of Mathematics”（统一码纯文数学编码）。，也整合在Office的Ribbon介面內，支持直接在Word、Excel、Powerpoint程序内修改和编辑，取代原本透過对象链接与嵌入（OLE）的方式。2018年1月，微軟釋出一個安全性更新，此更新將Office 2007、2010、2013及2016裡面的微軟方程式編輯器完全移除，因為微軟方程式編輯器的一個安全漏洞遭到利用。